# Musée d'Art Socialiste
Le musée d'Art socialiste, situé à Sofia, est un musée d'art qui couvre l'histoire de la période communiste en Bulgarie. Son ouverture, le 19 septembre 2011, est précédée d'une controverse relative à son nom, initialement envisagé comme  « Musée d'art totalitaire ». La collection du musée, composée de statues de grande et petite taille, de bustes et de peintures, couvre la période de 1944 à 1989, de l'établissement de la République populaire de Bulgarie à la chute du communisme. D'une superficie de 7 500 mètres carrés (81 000 pieds carrés), le musée, situé dans le quartier de Sofia connu sous le nom de  « Étoile Rouge » , se compose de trois sections : un parc abritant des sculptures de la période communiste ; une salle d'exposition présentant des peintures et des œuvres sur chevalet ; et une salle multimédia où sont projetés des films et actualités liés à la période communiste.

## Histoire
De nombreux projets pour la création de musées du communisme à Sofia, Dimitrovgrad et Haskovo sont proposés depuis les années 1990, mais aucun n'aboutit. Au cours de la même période, de nombreux monuments du régime soviétique sont détruits ou démantelés. Durant l'été 2011, un groupe d'artistes tente de créer des œuvres sur le rôle du régime communiste en Bulgarie, notamment en peignant des « icônes pop » sur le monument de l'armée soviétique à Sofia en juin 2011. À ce moment-là, le gouvernement décide de créer des musées en Bulgarie et de restaurer également les monuments démantelés. Cette décision aboutit à la création à Sofia du Musée d'art contemporain, du Musée de la Sofia antique et du Complexe muséal national (rebaptisé  « le Louvre bulgare »). Parallèlement, le ministère de la Culture décide de créer le Musée d'Art socialiste à Sofia afin de renforcer l'attrait culturel de la ville et sa position de destination touristique majeure, à l'instar de musées similaires qui ont été créés dans de nombreuses villes d'Europe de l'Est. Il est également décidé par le ministère que le musée est une filiale de la Galerie nationale d'art. Vezhdi Rashidov, le ministre de la Culture, lui-même sculpteur, prend l'initiative de mener à bien le projet de création du musée destiné à exposer le patrimoine artistique du régime communiste. Le gouvernement bulgare soutient pleinement l'initiative et alloue des fonds à hauteur de 1,5 million d'euros pour la création du musée, dans l'espoir que les revenus de la vente des billets d'entrée puissent couvrir ce coût en l'espace de 2 ans. Les vestiges du régime socialiste sont entreposés dans les sous-sols de chaque ville de Bulgarie en vue de leur installation au musée avant son ouverture officielle le 19 septembre 2011.